# Annabella Schiavone
Annabella Schiavone (Salerno, 19 marzo 1943 – Salerno, 29 novembre 1989) è stata un'attrice italiana.

## Biografia

### Carriera
Iniziò la sua carriera in teatro, con la compagnia della famiglia Schiavone "Tina Trapassi", per poi esibirsi recitando, fra gli altri, con Eduardo De Filippo nella commedia De Pretore Vincenzo (1957). Negli anni ottanta esordì nel cinema, partecipando a numerosi film di culto della commedia all'italiana del periodo, come Vieni avanti cretino di Luciano Salce (1982), Sapore di mare di Carlo Vanzina (1983) e 7 chili in 7 giorni di Luca Verdone (1986). Inoltre nella serie televisiva I ragazzi della 3ª C interpretò il ruolo della signora Zampetti.
Divenne in pochi anni una delle più affermate caratteriste del cinema italiano, comparendo in film, come Sapore di mare 2 - Un anno dopo, Al bar dello sport, Acapulco, prima spiaggia... a sinistra e Zero in condotta. Nel 1984 venne scelta da Mario Monicelli per Bertoldo, Bertoldino e... Cacasenno. Lavorò inoltre con Steno in Mi faccia causa, nel 1984, con Sergio Corbucci in Sono un fenomeno paranormale, nel 1985. Il suo ultimo film è stato Il piccolo diavolo di Roberto Benigni, nel 1988.

### Morte
Morì a 46 anni il 29 novembre 1989 a causa di un tumore alla mammella. È sepolta nel cimitero monumentale di Salerno.

## Omaggi
- Il 2 dicembre 2019 a Salerno, sua città natale, le è stato intitolato il teatro precedentemente noto come "Sant'Eustachio", nei pressi dell'omonima chiesa, quale omaggio in occasione del trentennale dalla sua morte.[2] Nel luglio del 2023 al Teatro Annabella Schiavone di Salerno, è stata presentata la prima edizione del "premio Annabella Schiavone".[3]

## Filmografia

### Cinema
- Mafia, una legge che non perdona, regia di Roberto Girometti (1980)
- I fichissimi, regia di Carlo Vanzina (1981) – non accreditata
- Grog, regia di Francesco Laudadio (1982)
- Secondo episodio di Ricchi, ricchissimi... praticamente in mutande, regia di Sergio Martino (1982)
- Dio li fa poi li accoppia, regia di Steno (1982) – non accreditata
- Vieni avanti cretino, regia di Luciano Salce (1982)
- Il diavolo e l'acquasanta, regia di Bruno Corbucci (1983)
- Sapore di mare, regia di Carlo Vanzina (1983)
- Sapore di mare 2 - Un anno dopo, regia di Bruno Cortini (1983)
- Al bar dello sport, regia di Francesco Massaro (1983)
- Acapulco, prima spiaggia... a sinistra, regia di Sergio Martino (1983)
- Zero in condotta, regia di Giuliano Carnimeo (1983)
- Bertoldo, Bertoldino e Cacasenno, regia di Mario Monicelli (1984)
- Mi faccia causa, regia di Steno (1984)
- D'Annunzio, regia di Sergio Nasca (1987)
- Sono un fenomeno paranormale, regia di Sergio Corbucci (1985)
- 7 chili in 7 giorni, regia di Luca Verdone (1986)
- Italian Fast Food, regia di Lodovico Gasparini (1986)
- Momo, regia di Johannes Schaaf (1986)
- Il piccolo diavolo, regia di Roberto Benigni (1988)

### Televisione
- De Pretore Vincenzo, regia di Eduardo De Filippo – film TV (1976)
- Professione vacanze – serie TV, episodio 2 (1987)
- La famiglia Brandacci, regia di Sergio Martino – film TV (1987)
- I ragazzi della 3ª C – serie TV, 14 episodi (1987-1989)

## Doppiatrici italiane
- Solvejg D'Assunta in Ricchi, ricchissimi... praticamente in mutande
- Anna Miserocchi in Bertoldo, Bertoldino e Cacasenno
- Roberto Benigni in Il piccolo diavolo (solo le scene in cui è sotto la possessione diabolica)